# Burg Trechow
Die Burg Trechow ist eine ehemalige mittelalterliche Niederungsburganlage, die im 16. Jahrhundert durch ein Gebäude aus Feldsteinmauerwerk ersetzt wurde. Im 19. Jahrhundert entstand das bis heute erhaltene zweigeschossige Herrenhaus. Das Anwesen befindet sich am Südostufer des Trechower Sees in Kurzen Trechow im Amt Bützow-Land in Mecklenburg.

## Architektur
Die heutige Anlage wurde im frühen 19. Jahrhundert auf den Grundmauern und Fundamenten einer mittelalterlichen Wasserburg im Stil der Frührenaissance errichtet; das Walmdachgebäude besitzt zwei Hauptgeschosse mit Rechteckfenstern sowie ein darüber liegendes Mezzaningeschoss mit Rundbogenfenstern. Die ursprüngliche Burganlage gehörte zu den wenigen Rittersitzen in Mecklenburg-Vorpommern, die den Dreißigjährigen Krieg im Kern weitgehend unbeschädigt überdauert hatten. Im Jahr 2009 wurde das Gebäude als Kulturdenkmal geschützt.

## Geschichte
Eine ehemalige Wasserburg aus dem 12. Jahrhundert wurde im 16. Jahrhundert durch ein Gebäude aus Feldsteinmauerwerk ersetzt. Um 1800 bis etwa 1814 erfolgte auf den Grundmauern aus gehauenem Granitgestein seiner Vorgängerbauten die Errichtung eines zweigeschossigen Herrenhauses mit hohem Mittelrisalit im teilweise frühklassizistischen Stil. Dies geschah unter teilweiser Beibehaltung des Frührenaissancebaustiles des Vorgängerbaues. Der Treppenturm und zwei von drei Renaissance-Volutengiebeln wurde dabei abgerissen und das Hauptdach wurde zum Walmdach umgestaltet. Die Gartenseite erhält auch ein klassizistisches Äußeres. Verantwortlich für den Umbau des Gebäudes war der Schweriner Stallmeister Johann von Plüskow.
Gutsherren zu Trechow waren seit dem Mittelalter unter anderem die Familien von Trechow, Maltzahn, Plüskow und Oertzen. Von 1847 bis zur Flucht des Gutsherren und Gauwirtschaftsberater der NSDAP in Mecklenburg Hennecke von Plessen im Jahr 1945 befand sich die Burg Trechow und das zugehörige Rittergut im Eigentum der Familie von Plessen. 
Nach der Bodenreform in der Sowjetischen Besatzungszone nach 1945 wurde das Herrenhaus zunächst als russisches Lazarett und Militärkommandantur unter Kommandant Kasanowitsch genutzt; nachfolgend wurde es Gefängnis-Außenstelle der Justizvollzugsanstalt Bützow, zur Internierung von sowjetischen Soldaten, die in der Russischen Befreiungsarmee gedient hatten. Ab 1946 beherbergte das Gebäude Flüchtlingsfamilien. In der Zeit von 1959 bis 1989 wurden Räume der Burg Trechow als LPG-Verwaltung, Gemeindeverwaltung, Verkaufsstelle, Gemeindeschwesterzimmer, Kino, Kindergarten, Kinderkrippe, Kulturraum, Gaststätte und Wahlbüro verwendet. Dabei wurde in der Zeit nach Ende des Zweiten Weltkrieges das Herrenhaus ausgeplündert; unter anderem verschwand der 1601 von Hans Gudewerdt dem Älteren angefertigte Altar, ein Arbeitszimmer-Sekretär von David Roentgen, ein Bild Daniel Seghers’ von 1590. Im Jahr 2005 erwarb ein Nachfahre der Familie von Plessen das Herrenhaus von der Gemeinde und erwarb zudem Teile des ehemaligen Guts dazu.

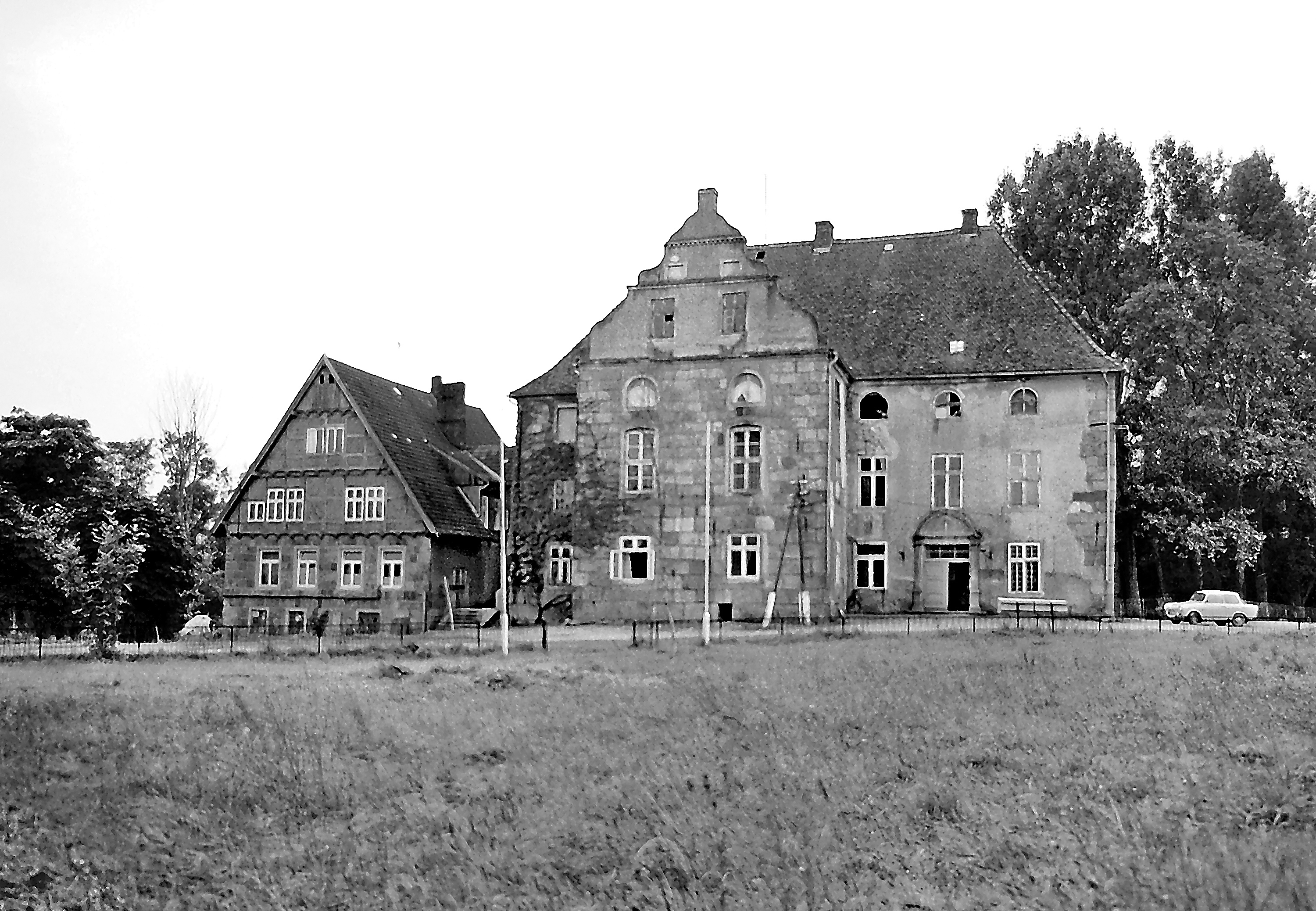
Burg Trechow in den 1980er Jahren